# 趙東赫
趙東赫（1977年12月11日—），韓國男演員。多於電視劇中擔任第二男主角。憑其高大健碩的身材令其人氣急升。

## 演出作品

### 電視劇
- 2004年：SBS《百萬新娘》
- 2005年：MBC《英才的全盛時代》飾演 朴燦河
- 2006年：KBS《再見先生》飾演 凱爾
- 2007年：SBS《相愛的人啊》飾演 李尚民
- 2007年：SBS《8月下的雪》飾演 韓東宇
- 2007年：KBS《愛也好恨也好》飾演 羅善宰
- 2007年：MBC《冬候鳥》飾演 志宏（客串）
- 2010年：OCN《夜叉》飾演 李白祿
- 2011年：KBS《Brain》飾演 徐俊錫
- 2012年：KBS《星星月亮都摘給你》飾演 徐振宇
- 2012年：KBS《我的女兒㥠榮》飾演 金盛泰（客串）
- 2013年：tvN《驚豔的她》（客串）
- 2014年：KBS《感激時代：鬪神的誕生》飾演 新一
- 2014年：OCN《壞傢伙們》飾演 鄭泰秀
- 2015年：SBS《深夜食堂》飾演 勇龍（客串 第9集）
- 2015年：OCN《能看見鬼的警察處容2》（客串 第5集）
- 2015年：Naver TVcast《檢察官愛麗絲》飾演 鄭 Leo
- 2016年：Naver TVcast《檢察官愛麗絲2》飾演 鄭 Leo
- 2016年：tvN《THE K2》（特別出演）
- 2016年：tvN《沒禮貌的英愛小姐15》飾演 趙東赫
- 2017年：OCN《壞傢伙們：惡的都市》飾演 鄭泰秀 (客串 第16集)
- 2018年：SBS《皇后的品格》飾演 刑警（特別出演）
- 2019年：Channel A《平日下午3點的戀人》飾演 都河允
- 2020年：OCN《RUGAL》飾演 韓泰雄
- 2024年：ENA《夜限照相馆》飾演 （特別出演）

### 電影
- 2002年：《走為上策》
- 2004年：《無顏美女》飾演 熙善的男人
- 2005年：《愛誘慾》飾演 男人
- 2006年：《Love House》飾演 白江日
- 2009年：《閣樓大象》飾演 敏碩
- 2010年：《Camellia》飾演 政宇
- 2011年：《愛戀3茶花》
- 2013年：《愛情的對話》飾演 青年
- 2015年：《世界盡頭的愛情》飾演 東河
- 2016年：《爸爸回來了》飾演 東久
- 2019年：《壞傢伙們：The Movie（朝鲜语：나쁜 녀석들: 더 무비）》飾演 鄭泰秀（客串）
- 2023年：《猫山之王》
- 2024年：《银河》饰演 基龙[2]
- 待定：《无底坑》（무저갱）

### MV
- 2013年：李正峰《Love Shalalala》（與金奎吏）
- 2017年：Dreamcatcher《Chase Me》、《Good Night》

## 綜藝節目

### 固定出演
- 2013年：《心跳 / 심장이뛴다》固定成員，到 2014 年結束節目（消防隊系列）
- 2015年：《真正的男人》第2季 2015年2月17日加入固定成員，2015年6月1日因腿部受傷要接受康複治療暫退

## 外部連結
- 趙東赫的X（前Twitter）
- 趙東赫的Instagram帳戶